# Artocarpus petelotii
Artocarpus petelotii är en mullbärsväxtart som beskrevs av François Gagnepain. Artocarpus petelotii ingår i släktet Artocarpus och familjen mullbärsväxter. Inga underarter finns listade i Catalogue of Life.